# منتخب سريلانكا لكرة الطائرة للسيدات
منتخب سريلانكا لكرة الطائرة للسيدات هو ممثل سريلانكا الرسمي في المنافسات الدولية في كرة طائرة للسيدات
.